# Dapsa motschulskyi
Dapsa motschulskyi es una especie de coleóptero de la familia Endomychidae.

## Distribución geográfica
Habita en Mongolia, Rusia.